# Sistema antimisiles C-MUSIC

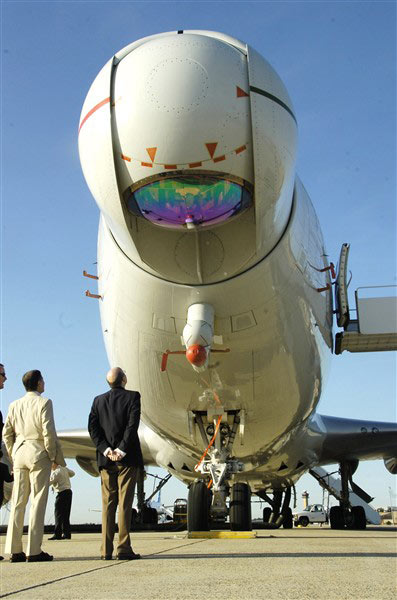
Prototipo de arma láser aérea en el que se basó el Boeing_YAL-1 y que inspiró el C-MUSIC israelí.

El C-MUSIC llamado así por sus siglas en inglés (MUlti Spectral Infrared Countermeasure en español Contramedida infrarroja multiespectral) es un sistema antimisiles MANPADS basado en tecnología láser desarrollado por la empresa israelí de defensa Elbit Systems para aviones civiles. 

## Antecedentes
Debido a las tensiones regionales de oriente próximo con Israel en el epicentro debido a sus continuos conflictos con el mundo árabe, concretamente Irán, Líbano, Palestina, la Siria de Bashar al-Ásad y diferentes grupos yihadistas, los israelíes vieron necesario proteger sus aviones civiles de misiles enemigos, para así evitar ataques y derribos similares al del vuelo MH17 de Malaysia Airlines.
Sucesos como el secuestro del vuelo 139 de Air France y el intento de derribar un Boeing 757 de Arkia Israel Airlines en Mombasa, han llevado al gobierno israelí a querer proteger sus vuelos de sus aerolíneas, mayormente ocupados por sus civiles. Para ello ya desarrollaron el sistema Flight Guard, que utiliza bengalas como los cazas de combate, utilizadas para confundir los sistemas de reconocimiento infrarrojo de los misiles. No obstante, algunos países tienen restringido el acceso a los aviones con este sistema debido a riesgo de incendio.
Finalmente, en el año 2009 ya se revela que la empresa Elbit System, muy reconocida en la industria militar israelí por el desarrollo de sistemas como el dron Hermes 900 o el control de fuego de los tanques Merkava, desarrolló este sistema que está siendo implementado paulatinamente en algunos de los Boing y Airbus operados por la aerolínea El Al israelí.

## Descripción
Consiste en una carcasa acoplada a la parte baja del fuselaje del avión, la cual equipa cámaras de amplio espectro que detectan al misil, momento en el que automáticamente dispara un haz láser que ciega al misil y hace que fallen sus sistemas de navegación, errando el tiro.